# جنایی: آلمان (مجموعه تلویزیونی)
جنایی: آلمان (به انگلیسی: Criminal: Germany) یک مجموعه تلویزیونی در سبک آنتولوژی و جنایی محصول سال ۲۰۱۹ کشور آلمان است. این سریال توسط کای اسمیت و جیم فیلد اسمیت ساخته شده و با بازیگرانی چون اوا مکباخ، زیلوستر گروت و فلورنس کازومبا در آن به ایفای نقش پرداخته‌اند. جنایی: آلمان بخشی از پروژه مجموعه جنایی نتفلیکس است که شامل دوازده قسمت می‌باشد. هر سه قسمت از سریال در یک کشور فیلمبرداری شده و به عنوان سریالی مجزا به زبان‌های آلمانی، فرانسوی، اسپانیایی و انگلیسی پخش شده‌است.
جنایی: آلمان در تاریخ ۲۰ سپتامبر ۲۰۱۹ بر روی شبکه نتفلیکس نمایش داده شد.

## قسمت‌ها
این مجموعه شامل ۳ قسمت می‌باشد.

## تولید
تمام دوازده قسمت سریال اصلی توسط مرکز تولید نتفلیکس در سیوداد د لا تله شهر مادرید تولید شده‌است.

## انتشار
جنایی: آلمان در تاریخ ۲۰ سپتامبر ۲۰۱۹ بر روی شبکه نتفلیکس نمایش داده شد.